# Zatte
Zatte is een biologisch bier van Brouwerij 't IJ te Amsterdam. Zatte is een tripel, een zwaar blond bovengistend bier met een fruitige zachte smaak. Het is het eerste bier dat bij Brouwerij 't IJ gemaakt werd.